# Абу Заян Ахмад
Абу Заян Ахмад (араб. أبو زيان الثالث; д/н — 1517) — 24-й султан Держави Заянідів у 1516 і 1517 роках. Низка дослідників розглядає його як Абу Заяна III, інші як Ахмада II, деякі зовсім не враховують його як султана.

## Життєпис
Син султана Абу Абдаллаха IV. Про дату народження та молоді роки відомостей обмаль. Після смерті брата Абу Абдаллаха V 1516 року посів трон. Втім в день похорону в Тлемсені відбулися жидівські погроми, оскільки померлий султан підтримував юдейських торгівців та чиновників. Цим скористався стрийко Абу Заян Ахмада — Абу Хамму, — що повалив того. В результаті Абу Заян Ахмад панував декілька днів або навіть декілька годин. Заґратований у фортеці.
У 1517 році зумів спрямувати листа Аруджу Барбароссі, якого закликав звільнити себе. Той у вересні того ж року завдав поразки Абу Хамму III, підійшовши до Тлемсена. Арудж умовив мешканців міста впустити свій загін у Тлемсен, де він визволив Абу Заян Ахмада, якого оголосив султаном. Втім вже через декілька днів Арудж наказав стратити Абу Заян Ахмада та його синів, членів династії Заянідів, що були в Тлемсені, разом із 60-ма представниками знаті і близько 1 тис. прихильників Заянідів.